# Розширені вокальні техніки
Розширені вокальні техніки (англ. Extended Vocal Techniques) в англомовній термінології — загальна назвах нестандартних технік співу, що використовувалися як новаторські художні засоби в академічній музиці XX сторіччя такими композиторами як Арнольд Шенберг, Джячінто Шелсі, Дьордь Лігеті, Мередіт Монк, Джон Кейдж, Лучано Беріо, Карлгайнц Штокгаузен, Джордж Крамб тощо. Нестандартні вокальні техніки зустрічаються і в народній музиці та в естрадному вокалі (особливо у важкому металі та джазі), проте про «розширення» в англомовній літературі йдеться лише щодо академічної музики. Відомі виконавці, що використовують розширені вокальні техніки: Лорі Андерсон, Діаманда Галас, Джоан ла Барбара, Мередіт Монк, Йоко Оно тощо.

## Техніки

### Фразування
- Комбінація звичайного мовлення зі співом.
- Шпрехгезанг, шпрехштіме.
- Спів на вдих.

### Дісторшн
- Гроулінг.
- Скримінг.

### Різні вокальні ефекти
- Йодль.
- Улюлюкання.
- Тремоло.

### Керування гармоніками голосу
Людина може керувати інтенсивністю гармонік у своєму голосі, змінюючи об'єм ротової порожнини. Різні народні техніки, що ґрунтуються на цьому принципі називаються горловий спів.
- Білий спів
- Зміна обертонів. Приклад: Stimmung, Карлгайнц Штокгаузен.
- Додавання унтертонів.
- Мультифонія — техніка співу для створення двох або навіть більше звуків різної висоти. Приклад: Versuch über Schweine (1968), Ханс Вернер Хенце.

### Штучна модифікація тембру
- Спів після вдихання газів, густина яких відмінна від густини повітря (наприклад, гелію).
- Використання мікрофону або мегафону. Приклад: Spirals, Роберт Невел.
- Електронна модифікація голосу.
- Спів у рояль. Приклад: Ancient Voices of Children, Джордж Крамб.